# Pere I de Santcliment
Pere (I) de Santcliment (Barcelona, segle xiii - ibid., 1303) va ser un oficial reial català del llinatge dels Santcliment, senyor de Badalona.

## Biografia
Pere de Santcliment fou notari major de la cancelleria del rei Pere el Gran i obtingué favors, com l'establiment de molins en el terme de Barcelona i també la concessió vitalícia del pes del quintar de Barcelona. Esmerçà els guanys salarials i de donacions gracioses en la compra de terres i de petits senyorius a l'entorn de la ciutat de Barcelona, sens dubte amb l'objectiu d'assegurar per a ell mateix i els seus descendents la pertinença a l'estament dels ciutadans honrats, aquells ciutadans barcelonins que vivien de rendes; deixà la cancelleria l'any 1286, segurament per tal de retirar-se a la seva ciutat, però no estigué pas inactiu: l'any 1287 el rei Alfons el Franc li atorgà la seva representació en la comissió de control de les entrades i sortides de mercaderies de Barcelona, comissió en la qual els consellers i la ciutat també hi havien de tenir un representant. També tingué l'oportunitat de col·laborar en la política municipal; l'any 1288 fou conseller de la ciutat de Barcelona i, juntament amb el jurisperit Bernat de Palou, també conseller, Ramon Marquet i Pere de Malla, representà la ciutat a la Cort de Montsó.

## Patrimoni
Aconseguí reunir un important patrimoni que el convertí en senyor de la casa forta de Badalona, de la torre de Bell-lloc de Sant Andreu de Palomar i de la casa de Murtra o de Sant Martí, tinguda per la pabordia del mes de maig de la seu de Barcelona, a més de posseir uns masos in indiviso amb Sant Pere de les Puel·les, així com nombrosos censals. El patrimoni fou dividit entre els seus nombrosos fills, essent-ne l'hereu i primogènit Bernat (II), senyor de Badalona.

## Família, matrimoni i descendents
Fou fill de Bernat (I) de Santcliment i Marquesa. És probable que fos parent (germà?) de l'escrivà reial Jaume de Santcliment, casat amb Esclarmonda Marí i pare de Francesc de Santcliment, tot i que aquest vincle familiar no s'ha pogut demostrar.
Es casà amb Maria, amb qui tingué diversos fills:
- Bernat (II) de Santcliment, primogènit, senyor de Badalona
- Pere (II) de Santcliment, senyor de la Torre de Bell-lloc
- Jaume (I) de Santcliment, canonge cabiscol de la seu de Barcelona, possessor de la casa de la Murtra o de Sant Martí
- Francesc (I) de Santcliment, mercader
- Ramon (I) de Santcliment
- Constança de Santcliment
- Nicolau de Santcliment